# Leslie Thomas Manser
Leslie Thomas Manser (Nuova Delhi, 11 maggio 1922 – Bree, 31 maggio 1942) è stato un militare e aviatore britannico, decorato con la Victoria Cross nel corso della seconda guerra mondiale.

## Biografia

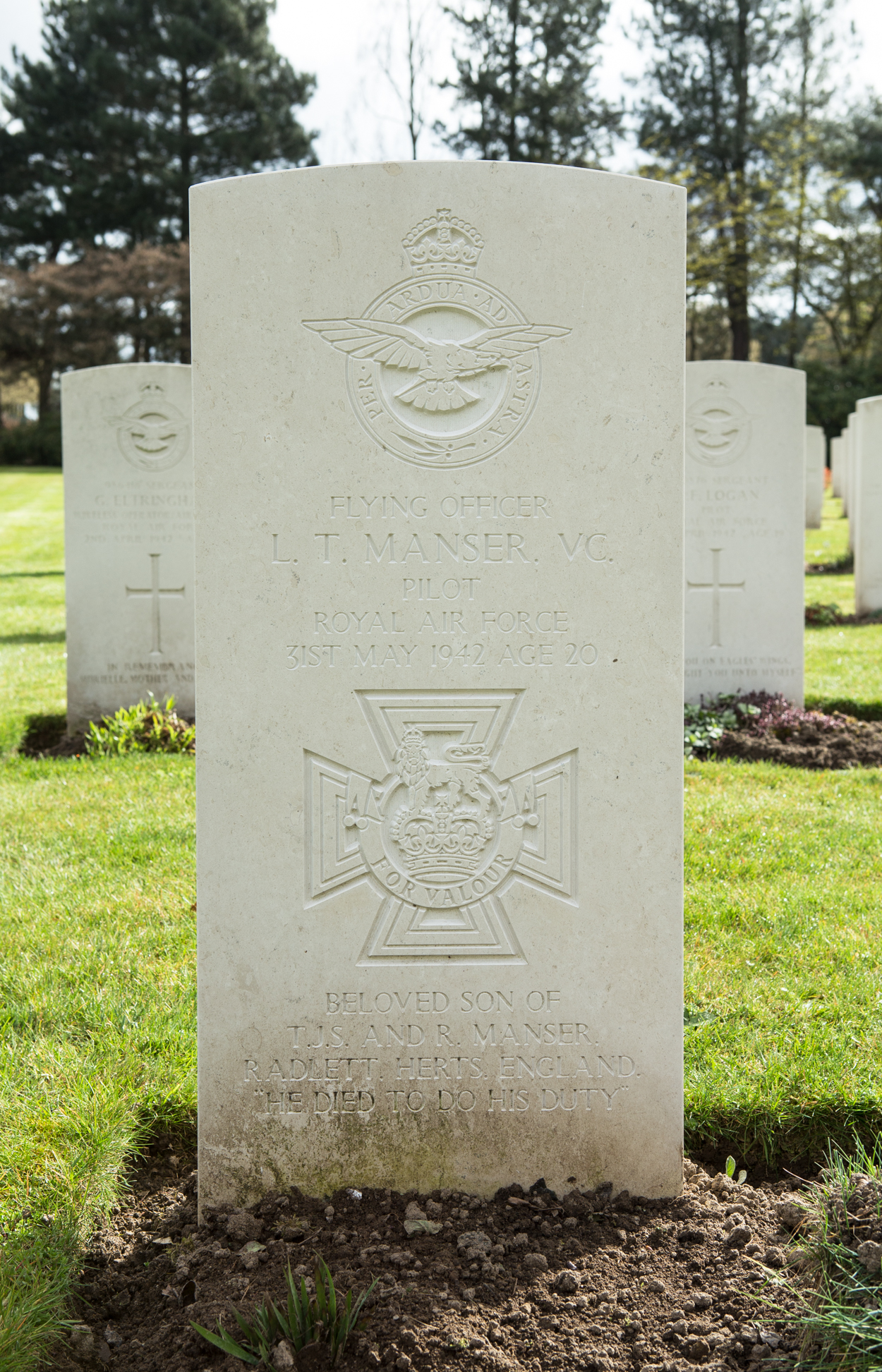
La sua tomba presso il cimitero di guerra di Heverlee.

Nacque a Nuova Delhi, in India, l'11 maggio 1922, figlio di Thomas James Stedman, impiegato come ingegnere civile presso il Dipartimento alle Poste e Telegrafi, e di Rosaline Edwards.
Quando la sua famiglia ritornò in Gran Bretagna, si stabilì a Radlett, nell'Hertfordshire. Fu allievo della Victoria Boys' School di Kurseong, Darjeeling, e della Aldenham School di Elstree, nell'Hertfordshire.  Dopo aver lasciato la scuola, presentò domanda di arruolamento nel British Army, ma la sua richiesta fu respinta.  In seguito tentò di arruolarsi nella Royal Navy, ma la sua richiesta fu nuovamente respinta.  Determinato a partecipare alla seconda guerra mondiale, presentò domanda di arruolamento nella Royal Air Force e fu arruolato come allievo pilota il 14 agosto 1940.
Completato l'addestramento iniziale, fu nominato ufficiale pilota il 6 maggio 1941 e sei giorni dopo si recò alla No. 2 School of Air Navigation di Cranage; in seguito si frequentò la No. 14 Operational Training Unit di Cottesmore per l'addestramento operativo finale, volando sui bombardieri bimotori Handley Page Hampden.  Il 27 agosto si unì al No. 50 RAF Squadron a Swinderby, equipaggiato con gli Hampden, e due notti dopo intraprese la sua prima missione operativa come secondo pilota dell'Ufficiale pilota Ford in un bombardamento su Francoforte. 
Dopo aver effettuato altre sei missioni nelle successive 8 settimane, tutte sugli Hampden,  fu inviato alla No.25 OTU di Finningley il 7 novembre 1941 per un mese; poi, il 9 dicembre, tornò alla No.14 OTU di Cottesmore come istruttore.  Impaziente di tornare alle operazioni belliche, chiese di rientrare al suo squadrone, ma il 21 marzo 1942 fu invece inviato al No.420 RAF Squadron di Waddington, una unità canadese (RCAF) che volava sugli Hampden.  La sua permanenza lì fu tuttavia breve e il 3 aprile rientrò al No.50 RAF Squadron, ora di base a Skellingthorpe, nel Lincolnshire, che stava riequipaggiandosi con i nuovi bombardieri pesanti bimotore Avro Manchester.
La prima sortita dello squadrone in cui pilotò per la prima volta il Manchester avvenne l'8 aprile: una missione su Parigi per lanciare volantini di propaganda.  Effettuò altre cinque sortite tra aprile e maggio ma, come molti altri piloti del Manchester, ebbe qualche problema tecnico. 
Il 6 maggio fu promosso sottotenente di squadriglia e venne riconosciuto come pilota esperto e competente.  Durante l'ultima settimana di maggio circolarono voci di un'operazione "speciale", sebbene il suo obiettivo fosse solo un'ipotesi.  Entro la mattina del 30 maggio, 15 equipaggi erano stati assegnati all'ordine operativo notturno, ma tra questi non figurava il suo.  Gli fu invece ordinato di recarsi alla RAF Coningsby e riportare due bombardieri Manchester a Skellingthorpe, per poi prepararsi a rimanere in attesa di un possibile inserimento all'ultimo minuto nell'incarico notturno. Al suo ritorno calla base, fu incluso nell'attacco notturno a Colonia (Operazione Millennium).
Nella notte del 30 maggio 1942 era in volo come comandante e primo pilota del bombardiere Avro Manchester "D-Dog" (L7301).  Mentre sorvolava il bersaglio, il suo aereo fu illuminato dai riflettori e, sebbene avesse colpito con successo il bersaglio da 7.000 piedi (2.100 m), fu colpito dall'artiglieria contraerea.  Nel tentativo di sfuggire al fuoco nemico, intraprese una violenta manovra evasiva, che ridusse la sua quota di volo a soli 1.000 piedi (300 m), ma non riuscì a sfuggire alla contraerea finché non fu fuori dalla città. A quel punto il mitragliere di coda era ferito, la cabina anteriore piena di fumo e il motore sinistro surriscaldato. Piuttosto che abbandonare l'aereo ed essere catturato, cercò di mettere in salvo l'aereo e l'equipaggio. Il motore sinistro prese fuoco, bruciando l'ala e riducendo la velocità a un livello pericolosamente basso.  L'equipaggio si preparò ad abbandonare l'aereo, ormai difficilmente controllabile e destinato a precipitare.  L'aereo era ormai sopra il Belgio ed egli ordinò all'equipaggio di lanciarsi con il paracadute, ma rifiutò di farlo. Rimase ai comandi mentre l'equipaggio si lanciava con il paracadute, e i suoi compagni videro il bombardiere schiantarsi in fiamme contro una diga a Bree, in Belgio, 21 km a nord-est di Genk. 
Il navigatore Barnes fu fatto prigioniero, ma il sergente Baveystock, il secondo pilota Horsley, il sergente King, il sergente Mills e il sergente Naylor sfuggirono alla cattura e fecero ritorno nel Regno Unito.  Le testimonianze dei cinque uomini dell'equipaggio sfuggiti alla cattura furono determinanti per l'assegnazione postuma della Victoria Cross, avvenuta il 20 ottobre 1942. Il suo corpo e sepolto nel cimitero di guerra di Heverlee, a Lovanio, in Belgio. 
Manser era cognato del capitano dell'esercito britannico John Niel Randle, al quale fu conferita postuma la Victoria Cross nel 1944.
La sua Victoria Cross  è esposta nella Lord Ashcroft Gallery dell'Imperial War Museum di Londra.